# Luta (Lublinské vojvodství)
Luta je vesnice v Polsku, ležící v lublinském vojvodství, nedaleko Włodawy. V letech 1975–1998 spadala administrativně do dnes již neexistujícího chelmského vojvodství.
V roce 1863 se zde během lednového povstání střetli polští povstalci s ruskými vojsky.
V roce 1940 byl Němci v Lutě založen pracovní tábor pro polské obyvatele židovského původu. Vězni zde bydleli v obytných domech a stodolách. V táboře pobývalo průměrně asi 400 vězňů, kteří vykonávali převážně meliorační práce v okolí vesnice.